# بابا فغانی شیرازی
بابا فغانی شیرازی از آخرین شاعران سبک عراقی در سدهٔ نهم هجری بود که برخی او را از پیشگامان سبک هندی و به‌ویژه سبک وقوع در شعر فارسی می‌دانند.

## سرگذشت
او در شیراز متولد شد و رشد کرد. مدتی در دکان چاقوسازی پدر و برادرش کار می‌کرد و به همین دلیل نام ادبی «سکّاکی» را برای خود انتخاب کرد اما بعدها آن را به «فغانی» تغییر داد. بعدها سلطان یعقوب بایندری (آق‌قویونلو)، لقب «بابا» را به او داد که عنوانی برای دراویش و قلندرهای برجسته بود و از آن پس عمدتاً به نام بابافغانی خوانده شد.
بابافغانی در سی سالگی شیراز را ترک کرد و به هرات رفت اما آنجا از شعر او استقبال چندانی نشد. سپس به تبریز برگشت و در خدمت سلطان یعقوب و جانشینان او مشغول شد تا آنکه حکومت آق‌قویونلو رو به تجزیه رفت. پس از آن، بابافغانی به شیراز برگشت اما در زمان قدرت‌گرفتن شاه اسماعیل صفوی به خراسان نقل مکان کرد، مدتی در ابیورد زندگی کرد و سپس در مشهد ساکن شد.
او در سال ۹۲۵ هجری (۱۵۱۹ میلادی) و بنا به برخی روایات در سال ۹۲۲ هجری (۱۵۱۶ میلادی)، در شصت و چند سالگی در مشهد درگذشت.

## اشعار
دیوان بابافغانی شامل قصیده، ترکیب‌بند، ترجیع‌بند، غزل و رباعی است. قصاید او در مدح دوازده امام شیعیان و سلاطین بایندری است، به‌خصوص سلطان یعقوب، سلطان بایسنقر و سلطان رستم. آخرین قصیده بابافغانی در مدح شاه اسماعیل صفوی سروده شده‌است. در تمامی این قصیده‌ها، بیان ساده و فصیح شاعر و شفافیت زبان او خودنمایی می‌کند. در دورانی که اغلب شاعران معاصر او دست به تقلید از اشعار غامض و پیچیده شعرای قدیم می‌زدند، بابافغانی از این جریان دوری می‌کرد. فصاحت و عینی‌گرایی، ساختن ترکیب‌ها و عبارات بدیع، بروز اثرگذار احساسات و طرح موضوعات تازه و اصیل در غزل‌های او هم به چشم می‌خورد. به همین دلایل است که سبک او را متفاوت از شاعران هم‌دوره‌اش می‌دانند. اشعار بابافغانی تأثیری پایدار بر سبک شعر فارسی در دوره صفوی گذاشت.

## نمونه اشعار
|                                    |  |                                    |
| خوبی همین کرشمه و ناز و خرام نیست  |  | بسیار شیوه هست بتان را که نام نیست |
| کامی نیافت از تو دل نامراد من      |  | جایی که نامرادی عشق است کام نیست   |
| ماییم و آه نیمه شب و نالهٔ سحر      |  | اهل فراق را طلب صبح و شام نیست     |
| گاهی صبا به بوی تو جان بخشدم ولی   |  | افسوس کاین نسیم عنایت مدام نیست    |
| هرجا که هست جای تو در چشم روشن است |  | بنشین که آفتاب بدین احترام نیست    |
| ***                                |  |                                    |
| هر گل که بردمید ز هامون کربلا      |  | دارد نشان تازهٔ مدفون کربلا         |
| پروانهٔ نجات شهیدان محشر است        |  | مهر طلا ببین شده گلگون کربلا       |
| در جستجوی گوهر یکدانه نجف          |  | کردم روان دو رود به جیحون کربلا    |
| نیل است هر عشور به بیت الحزن روان  |  | از دیده‌های مردم محزون کربلا        |
| در هر قبیله، از قِبَل خوان اهل بیت   |  | ماتم رسیده‌ای شده مجنون کربلا       |
| بس فتنه‌ها که بر سرِ مروانیان رسید   |  | وقت طلوع اختر گردون کربلا          |
| بردند داغ فتنه آخرْ زمان به خاک     |  | مرغانِ زخم خورده مفتون کربلا        |
| گرگان پیر، دامن پیراهن حسین        |  | ناحق زدند در عرق خون کربلا         |
| خونابه روان جگرپاره حسین           |  | در هر دیار سر زده بیرون کربلا      |